# Phaonia interfrontalis
Phaonia interfrontalis är en tvåvingeart som beskrevs av Fritz Isidore van Emden 1965. Phaonia interfrontalis ingår i släktet Phaonia och familjen husflugor. Inga underarter finns listade i Catalogue of Life.